# Bambolina e barracuda
Bambolina e barracuda è il quarto singolo estratto dell'album di esordio Ligabue dell'artista Luciano Ligabue.

## Il disco
Nella versione dal vivo, fa parte dell'album live Su e giù da un palco del 1997 ed è stato inserito nella scaletta del concerto tenutosi all'aeroporto Campovolo di Reggio Emilia il 10 settembre 2005.

## Il testo
Storia di un gioco di coppia a parti invertite, con Luciano voce narrante, in cui lui, playboy del fine settimana e dei racconti al bar il giorno dopo, incontra una lei in versione dominatrice e femminista.

## Tracce
1. Bambolina e barracuda – 5:13 (Luciano Ligabue)

## Formazione
- Luciano Ligabue - voce

### Clan Destino
- Gigi Cavalli Cocchi - batteria
- Max Cottafavi - chitarra elettrica
- Luciano Ghezzi - basso

### Altri musicisti
- Antonello Aguzzi - pianoforte